# Teatro Villamarta
El Teatro Villamarta de Jerez de la Frontera es un teatro diseñado en estilo regionalista andaluz por Teodoro Anasagasti, construido en 1926.
En 1988 fue incoado Bien de Interés Cultural (BIC). Plantea una alternativa racional dentro de su natural respeto al entorno urbano. Pese a sus reducidas dimensiones, la sabia organización espacial y la llamativa belleza de su fachada imponen su presencia sobre el conjunto vecino.

## Historia
El rey Alfonso XIII le encargó al alcalde don Álvaro Dávila y Agreda, marqués de Villamarta, la construcción de un teatro más acorde a la ciudad tras una visita a Jerez en la que asistió a un espectáculo en el Teatro Eslava. Se eligió un terreno en la plaza Romero Martínez donde anteriormente estuvo el Convento de la Veracruz y un hospital (cuando estaban en ruinas). El proyecto definitivo fue elaborado por el arquitecto vasco Teodoro Anasagasti, que ya había diseñado varios edificios en Jerez de la Frontera. La construcción empezó el 10 de enero de 1927, colocando simbólicamente Miguel Primo de Rivera la primera piedra.
El 11 de febrero de 1928 se inauguró el teatro con 2000 localidades. En el espectáculo inaugural se presentaron dos zarzuelas: La viejecita y El huésped del sevillano de mano de la compañía de zarzuelas y operetas de Eugenia Zuffoli. Poco tiempo después se comenzó a proyectar cine mudo. Durante mucho tiempo fue la familia Riba la encargada de gestionar el teatro, llevándolo a cotas nunca vistas en la provincia con un plantel de estrellas que llenaban el teatro día si día también. A esta familia, que fue la principal artífice de la llegada del cine a la ciudad, hay que agradecer grandes tardes y veladas inolvidables de la cultura jerezana.
En junio de 1986, se cerró el teatro y en 1988 lo compró el Ayuntamiento de Jerez. Esta operación costó 130 millones de pesetas, sufragados en un 80% por la Junta de Andalucía. En 1994, se empezaron las obras de reformas del teatro tras la presión de una activa plataforma ciudadana. Entre las modificaciones más importantes están la reducción de las butacas a 1200 y la eliminación de algunas columnas de mampostería presentes en medio del patio de butacas debidas a la impresión que causó, cuando se construyó, la visión de un anfiteatro tan grande sin ninguna sujeción.
El 21 de noviembre de 1996, se reinauguró con un recital de Alfredo Kraus acompañado por la Orquesta Filarmónica de Turingia, siendo gestionado por la Fundación Teatro Villamarta.
Acoge dos importantes eventos de proyección exterior: el Festival de Jerez y el Centro Lírico del Sur. Este último, en colaboración con otras fundaciones andaluzas, realiza zarzuelas y óperas en producción propia.

## Fachada
La fachada del Teatro Villamarta es modernista con reminiscencias gaudianas y cierto sabor cubista. En ella se observan dos grandes torres, dos rejas y mosaicos florales. Las ventanas situadas en las torres tienen forma de botella de vino.
Es uno de los primeros edificios de España en los que se utilizó el hormigón.

## Sala

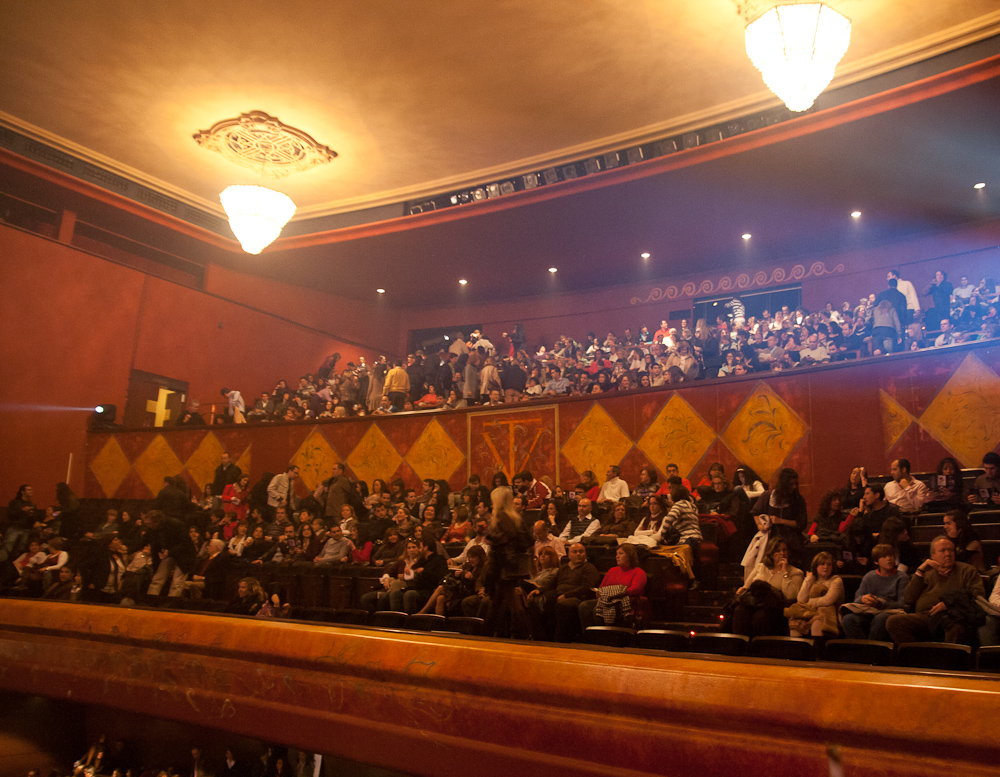
Parte superior

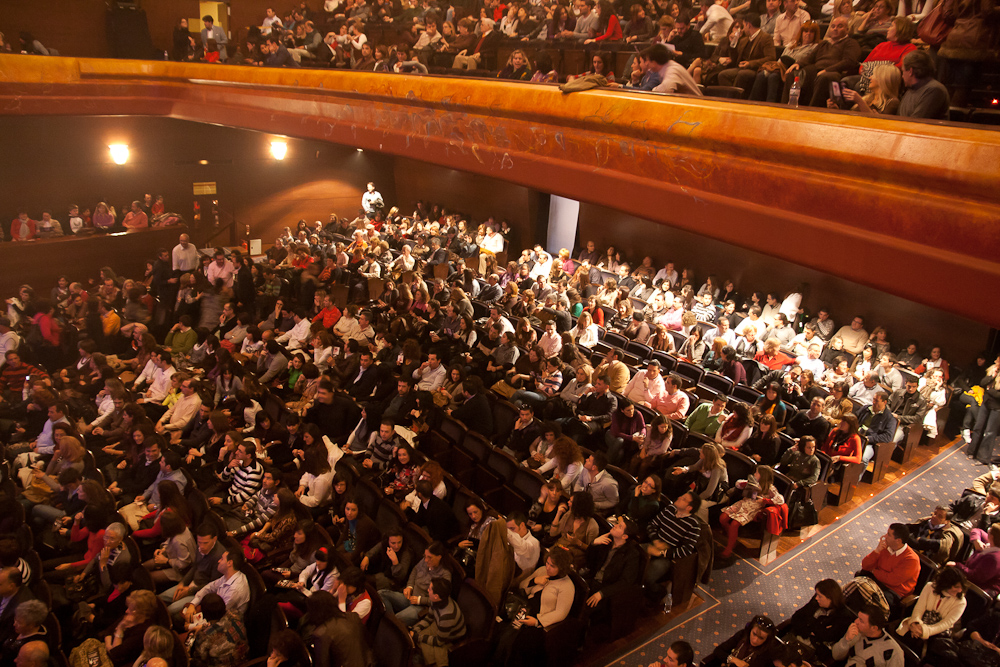
Parte inferior

La sala tiene un aforo total de 1226 localidades. Se reparten de la siguiente forma:
- Anfiteatro: 315 localidades.
- Plateas: 62 localidades
- Patio de butacas: 581 localidades
- Palcos: 56 localidades
- Principal: 200 localidades.

La sala está decorada con maderas, tonos rojos y cenefas en tonos amarillos. Contiene dos lienzos de 1927 de Teodoro Miciano. Hay 5 lámparas de cristal.

## Escenario

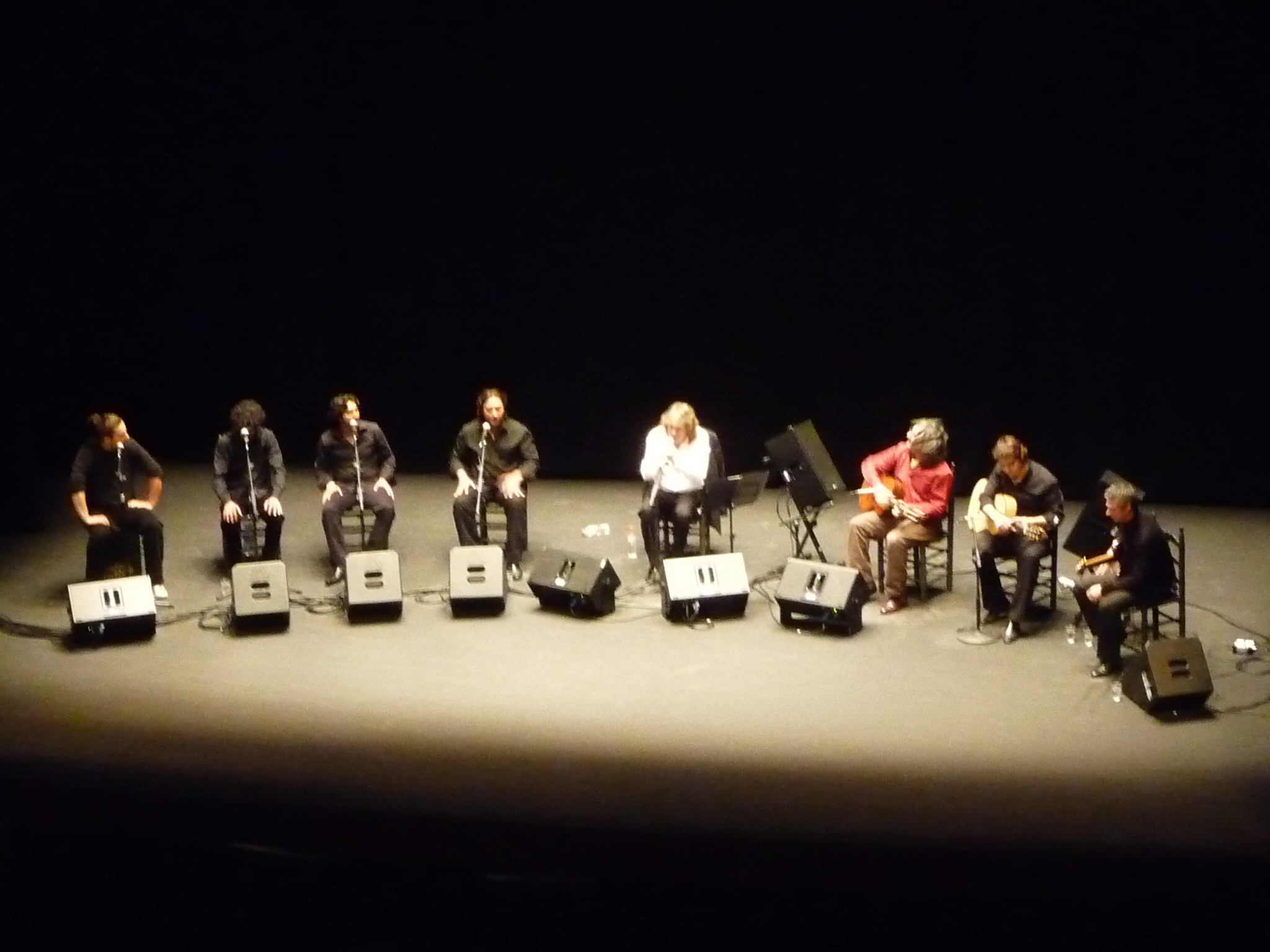
José Mercé y Moraíto Chico en el Villamarta.

El escenario tiene unas medidas de 18 metros de ancho por 9,80 metros de fondo (más 2,5 metros opcionalmente de la plataforma del foso de la orquesta). Las dimensiones del escenario pueden cambiar, si la obra lo requiere, por medio de un mecanismo hidráulico, una plataforma situada al pie del escenario puede elevarse y agrandarlo. Abajo hay un hueco para los músicos en las representaciones líricas.

## Caja escénica
La caja escénica tiene una medidas de 12,75 metros de embocadura por 9,80 metros de fondo y 8 metros de altura. La concha acústica tiene una superficie útil de 100 metros cuadrados. En la caja escénica hay un total de 215 focos y dos cañones de luz. En su interior tiene un cortafuegos de acero que cierra herméticamente la sala.

## Otras dependencias
El Teatro Villamarta cuenta con camerinos en las dos plantas, una sala de ensayos y numerosas oficinas además de un hall del que se retiró un busto de José María Pemán.

## Entes asociados
Existen diversos entes asociados al teatro, como el Coro del Teatro Villamarta.

## Galardones
- Premio Especial del Jurado 2016 de Fundación Premios Líricos Teatro Campoamor.[13]